# 須賀川一里塚
須賀川一里塚（すかがわいちりづか）は、福島県須賀川市にある一里塚である。

## 概要
奥州街道上で江戸から数えて59番目の一里塚だったと考えられる。旧街道を挟んで東に径5メートル (m)、西に径6 mほどのものが残っている。2基ともよく保存されているものは奥州街道唯一とされ、国の史跡に指定されている。

## 所在地・アクセス
- 福島県須賀川市一里坦・高久田境
  - JR東北本線須賀川駅から車で10分。